# Un nuovo look per Pete
Un nuovo look per Pete (Fixing Pete) è un film del 2011 diretto da Michael Grossman ed interpretato da Dylan Bruno, Brooke Burns, Stacy Keibler e Charlie Schlatter.

## Trama
Los Angeles.
Ashley, giornalista di moda e curatrice di immagine, riceve l'incarico di dare un nuovo look ad un cronista sportivo, tanto trasandato quanto famoso, in procinto di pubblicare il suo primo libro ambientato 
nel mondo del baseball. Amante delle sfide, Ashley accetta, ma l'impresa si rivela più difficile del previsto. Con l'aiuto della'amica Mandy (modella e titolare di un negozio di alta moda) inizia il tortuoso percorso 
per rendere il giovane giornalista presentabile ad un pubblico sofisticato come quello che gravita attorno all'alta moda losangelina. Oltre al look, Ashley decide di rendere presentabile anche la casa di Pete, e, 
assoldato un agguerrito team specializzato in pulizie, si getta a capofitto anche in questa impresa. Il "lavoro" riesce così bene che Pete, dopo essersi scusato con una giocatrice di basket gravemente offesa in 
precedenza e trascinato ad una sfilata di moda da Ashley, incontra Cinthya, una modella, che si invaghisce di lui.
Nonostante tutti gli sforzi Pete non riesce a provare nulla di più di una tiepida simpatia per Cynthia, la quale capisce quasi subito che c'è un'altra donna nei pensieri del ragazzo.
Nel frattempo, Ashley, fidanzata con uno spocchioso giornalista televisivo, inizia a cambiare opinione su Pete, complice la prolungata vicinanza, un drink, una sfilata di moda e una cena galeotta le cose cambiano radicalmente.